# St. Mirren FC
A St. Mirren FC egy skót labdarúgócsapat Paisleyben. 
A klubot 1877-ben alapították. Háromszoros kupagyőztes (1926, 1959, 1987). Európai kupasorozatokban ezidáig négy alkalommal voltak jelen. A KEK 1987–88-as és az UEFA-kupa 1980–81-es, 1983–84-es és 1985–86-os idényében. 
Hazai mérkőzéseiknek 2009-től a 8 023 férőhelyes (mind ülőhely) St. Mirren Park ad otthont. A korábbi 115 évben a Love Street volt az otthonuk.

## Sikerek
- Skót másodosztály
  - 1. hely (5): 1967/68, 1995/96, 1976/77, 1999/2000, 2005/06
- Skót kupa
  - 1. hely (3): 1926, 1959, 1987
- Skót ligakupa
  - 1. hely (1): 2013
  - 2. hely (2): 1956, 2010
- Renfrewshire kupa
  - 1. hely (53): 1882–83, 1883–84, 1887–88, 1890–91, 1893–94, 1896–97, 1897–98, 1903–04, 1909–10, 1910–11, 1923–24, 1924–25, 1925–26, 1927–28, 1928–29, 1929–30, 1931–32, 1932–33, 1933–34, 1935–36, 1937–38, 1940–41, 1943–44, 1945–46, 1946–47, 1947–48, 1949–50, 1958–59, 1959–60, 1960–61, 1962–63, 1966–67, 1973–74, 1976–77, 1978–79, 1979–80, 1982–83, 1983–84, 1984–85, 1985–86, 1987–88, 1989–90, 1997–98, 1998–99, 1999–2000, 2000–01, 2001–02, 2006–07, 2007–08, 2008–09, 2009–10, 2010–11, 2011–12

## Klubrekordok
- Legnagyobb arányú győzelem: 15–0 a Glasgow University ellen, 1960. január 30.
- Legmagasabb hazai nézőszám tétmeccsen:  47 438, a Celtic ellen, 1949. augusztus 20.
- Legtöbb európai kupameccsel rendelkező játékos: Campbell Money (8 alkalom) 1985–1988.
- Legtöbb válogatottsággal rendelkező játékos: Iain Munro és Billy Thomson (Skócia), (7 alkalom)
- Legtöbb válogatottsággal rendelkező külföldi játékos: Mo Camara (Guinea), (79 alkalom)
- Legtöbb alkalommal pályára lépő játékos: Hugh Murray, 438, (497 mérkőzésen) 1997–
- Legtöbb gólt szerző játékos: David McCrae, 221, (1923–1934)
- Legdrágábban vett játékos: Thomas Stickroth, 400 000 font, Bayer Uerdingen, 1990. március.
- Legdrágábban eladott játékos: Ian Ferguson, 850 000 font, Rangers, 1988. február.

## Európai kupákban való szereplés
| Szezon  | Versenykiírás               | Forduló         | Nemzet | Klub             | Hazai | Idegenbeli | Összesítés |
| ------- | --------------------------- | --------------- | ------ | ---------------- | ----- | ---------- | ---------- |
| 1980–81 | UEFA-kupa                   | Első forduló    | SWE    | IF Elfsborg      | 0 – 0 | 2 – 1      | 2 – 1      |
| 1980–81 | UEFA-kupa                   | Második forduló | FRA    | AS Saint-Étienne | 0 – 0 | 0 – 2      | 0 – 2      |
| 1983–84 | UEFA-kupa                   | Első forduló    | NED    | Feyenoord        | 0 – 1 | 0 – 2      | 0 – 3      |
| 1985–86 | UEFA-kupa                   | Első forduló    | CZE    | SK Slavia Praha  | 3 – 0 | 0 – 1      | 3 – 1      |
| 1985–86 | UEFA-kupa                   | Második forduló | SWE    | Hammarby IF      | 1 – 2 | 3 – 3      | 4 – 5      |
| 1987–88 | Kupagyőztesek Európa-kupája | Első forduló    | NOR    | Tromsø IL        | 1 – 0 | 0 – 0      | 1 – 0      |
| 1987–88 | Kupagyőztesek Európa-kupája | Második forduló | BEL    | KV Mechelen      | 0 – 2 | 0 – 0      | 0 – 2      |

### Jelenlegi keret
2012. január 1. állapotoknak megfelelően.
| #  |     | Poszt | Név                    |
| -- | --- | ----- | ---------------------- |
| 1  | SCO | K     | Craig Samson           |
| 2  | IRL | V     | David van Zanten       |
| 3  | SCO | V     | David Barro            |
| 4  | SCO | V     | Darren McGregor        |
| 5  | SCO | V     | Lee Mair               |
| 6  | IRL | KP    | Jim Goodwin (kapitány) |
| 7  | SCO | KP    | Hugh Murray            |
| 8  | SCO | KP    | Steven Thomson         |
| 9  | SCO | CS    | Steven Thompson        |
| 10 | SCO | CS    | Paul McGowan           |
| 11 | NED | CS    | Nigel Hasselbaink      |

| #  |     | Poszt | Név              |
| -- | --- | ----- | ---------------- |
| 12 | SCO | K     | Graeme Smith     |
| 14 | SCO | V     | Marc McAusland   |
| 15 | AUS | KP    | Aaron Mooy       |
| 17 | SCO | KP    | Kenny McLean     |
| 18 | SCO | KP    | Jamie McKernon   |
| 19 | SCO | CS    | Jon McShane      |
| 21 | SCO | KP    | Gary Teale       |
| 22 | NED | V     | Jeroen Tesselaar |
| 23 | IRE | KP    | Graham Carey     |
| 37 | SCO | V     | Jason Naismith   |

## Külső hivatkozások
- Hivatalos weboldal (angolul)
- Információk a BBC honlapján (angolul)